# Eleutherodactylus pseudoacuminatus
Eleutherodactylus pseudoacuminatus là một loài ếch trong họ Leptodactylidae.
Nó được tìm thấy ở Colombia, Ecuador và có thể có ở Peru.
Môi trường sống tự nhiên của nó là các khu rừng đất thấp ẩm nhiệt đới và cận nhiệt đới.